# 아폴로 13
《아폴로 13》은 1995년 개봉한 미국의 영화이다. 1970년 발사되어 우주에서 고장을 일으킨 아폴로 13호 우주선을 소재로 삼았다. 론 하워드가 연출하고, 톰 행크스가 주연을 맡았다. 제68회 아카데미상에서 2개 부문을 수상하였다. 아폴로 13호의 선장이었던 짐 러벨이 쓴 Lost Moon: The Perilous Voyage of Apollo 13을 바탕으로 제작되었으며, 짐 러벨 본인이 특별출연하였다.

## 줄거리
1969년 7월 20일, 우주비행사 짐 러벨은 아폴로 11호에서 닐 암스트롱이 달에 첫발을 내딛는 장면을 TV로 시청하는 손님들을 초대해 파티를 연다. 아폴로 8호에서 달 궤도를 돌았던 러벨은 아내 마릴린에게 달 표면을 걷기 위해 다시 달로 돌아갈 것이라고 말한다.
3개월 후, 러벨이 미국 항공 우주국의 우주선 조립 건물을 VIP 투어하던 중, 그의 상사 디크 슬레이턴은 그의 승무원들이 14호 대신 아폴로 13호를 비행할 것이며, 앨런 셰퍼드의 승무원들과 비행을 교환할 것이라고 알려준다. 러벨, 켄 매팅리, 그리고 프레드 헤이즈는 그들의 임무를 위해 훈련한다. 1970년 4월 발사 며칠 전, 매팅리는 풍진에 노출되고, 비행 주치의는 매팅리의 백업인 잭 스위거트로 교체할 것을 요구한다. 러벨은 팀을 해체하는 것을 거부하지만, 슬레이턴이 그의 팀을 다음 임무로 미루겠다고 위협하자 마지못해 따른다. 발사일이 다가오자 마릴린은 남편이 우주에서 죽는 악몽을 꾸고, 러벨에게 전례 없는 네 번째 발사를 보러 케네디 우주 센터에 가지 않겠다고 말한다. 그녀는 나중에 마음을 바꾸고 그를 놀라게 한다.
발사 당일, 휴스턴의 미션 컨트롤 센터에 있는 비행 책임자 진 크랜츠는 발사 승인을 내린다. 새턴 V 로켓이 대기권을 뚫고 올라가던 중, 2단 엔진이 조기 종료되지만, 우주선은 지구 대기 궤도에 도달한다. 3단이 다시 점화하여 아폴로 13호를 달로 보내자, 스위거트는 사령선 오디세이를 돌려 도킹하여 달 착륙선 아쿠아리우스를 사용한 로켓으로부터 분리하는 기동을 수행한다.
임무 시작 3일째, 미션 컨트롤의 명령으로 스위거트는 액체 산소 교반 팬을 켠다. 전기 단락으로 인해 탱크가 폭발하여 내용물이 우주로 뿜어져 나가고 우주선이 회전한다. 곧 다른 탱크에서도 누출이 발견된다. 소모품 관리자 시 리버곳은 크랜츠에게 오디세이의 세 개 연료전지 중 두 개를 끄는 것이 누출을 막을 최선의 방법이라고 설득하지만, 통하지 않는다. 하나의 연료전지만 남은 상황에서 임무 규정은 달 착륙을 취소하도록 명한다. 러벨과 헤이즈는 아쿠아리우스를 "구명정"으로 사용하기 위해 전원을 공급하고, 스위거트는 지구 귀환을 위해 오디세이의 배터리 전원을 절약한다. 크랜츠는 "실패는 선택사항이 아니다"라고 선언하며 그의 팀에게 우주비행사들을 귀환시키라는 임무를 부여한다. 소모품 관리자 존 아론은 매팅리를 불러 지구 착륙을 위해 오디세이를 재시동할 절차를 즉석에서 마련하도록 돕는다.
승무원들이 달이 그들 아래로 지나가는 것을 보면서, 러벨은 달 표면을 걷는 잃어버린 꿈을 한탄하지만, 곧 승무원들의 주의를 귀환하는 일에 집중시킨다. 아쿠아리우스가 최소한의 전력과 제한된 물 공급으로 작동하면서, 승무원들은 혹독한 추위에 시달리고, 헤이즈는 요로감염증에 걸린다. 스위거트는 미션 컨트롤이 그들이 doomed 되었다는 사실을 숨기고 있다고 의심한다. 헤이즈는 스위거트의 미숙함 때문에 사고가 일어났다고 화를 내지만, 러벨은 언쟁을 진압한다. 아쿠아리우스의 이산화 탄소 필터가 소진되면서 가스 농도가 위험한 수준에 이른다. 지상 통제소는 "루브 골드버그" 장치를 즉석에서 만들어 사령선의 호환되지 않는 필터 카트리지를 달 착륙선에서 작동시킨다. 아쿠아리우스의 항법 시스템이 꺼지자, 승무원들은 달 착륙선을 조종하고 엔진을 제어하여 중요한 경로 수정을 수동으로 수행한다.
매팅리와 아론은 너무 많은 전력을 소모하지 않고 사령선 시스템의 전원을 켜는 방법을 찾기 위해 고군분투하고, 마침내 스위거트에게 아쿠아리우스에서 추가 전력을 끌어와 오디세이를 재시동하는 절차를 읽어준다. 승무원들이 서비스 모듈을 분리했을 때, 그들은 손상 정도에 놀랐고, 삭마 열 차폐막이 손상되었을 가능성을 제기했다. 그들이 아쿠아리우스를 분리하고 지구 대기권으로 재진입할 때, 아무도 오디세이의 열 차폐막이 온전한지 확신하지 못한다.
전리층 블랙아웃으로 인한 긴장된 무선 침묵 기간은 평소보다 길었지만, 우주비행사들은 모든 것이 괜찮다고 보고했고, 전 세계는 오디세이가 착수하는 것을 지켜보며 그들의 귀환을 축하했다. 헬리콥터가 승무원들을 USS 이오지마에 태우고 영웅적인 환영을 받자, 러벨의 음성 해설은 폭발의 원인과 헤이즈, 스위거트, 매팅리, 크랜츠, 그리고 그 자신의 이후 경력을 묘사한다. 그는 인류가 달로 언제 다시 돌아올지 궁금해한다.

## 출연자
- 톰 행크스 : 짐 러벨 역
- 빌 팩스턴 : 프레드 헤이즈 역
- 케빈 베이컨 : 잭 스와이거트 역
- 게리 시니즈 : 켄 매팅리 역
- 에드 해리스 : 진 크랜츠 역
- 캐슬린 퀸런 : 매릴린 러벨 역
- 짐 러벨 : 이오지마 함 함장 역(특별출연)

## 같이 보기
- 생존 영화